# Geen paniek
Geen paniek is een Nederlandse speelfilm uit 1973 onder regie van Ko Koedijk. Het scenario was van Kees van Kooten, naar een verhaal van Gijs Versluys.
Het was de eerste speelfilm waarin Johnny Kraaijkamp en Rijk de Gooyer samenspeelden. Koedijk was tot dan toe voornamelijk bekend als regisseur van reclamespotjes. Het budget bedroeg 1 miljoen gulden. Een derde hiervan werd bijgedragen door de onroerendgoedhandelaar Maup Caransa.

## Inhoud
Johnny Kraaykamp heeft vijf jaar gevangengezeten. Op de dag van zijn vrijlating uit Gevangenis N° 1A wordt hij afgehaald door zijn maat Rijk de Gooijer. Deze smeert hem ter plekke een oude auto aan die het even later al laat afweten. Als Johnny de auto met zijn blote handen weet te repareren, besluit Rijk dat ze samen de reparatieservice 'Geen Paniek' zullen beginnen. Het beginkapitaal lenen ze van Johnny's tante Toetje Kluif (Hetty Blok) die in Amsterdam aan de Reguliersgracht een massagesalon annex bordeel exploiteert. Overdonderd door de zakenman Koster (Frans Kokshoorn) verkoopt Kluif echter haar pand, dat zal moeten wijken voor "een parkeergarage voor 150 duizend auto's" bij station Reguliersgracht van de Amsterdamse metro. Haar personeel is het niet met de verkoop eens. Roosje (Mariëlle Fiolet) ontvreemdt voor Henk Blaffert (Hans Boskamp) het contract, dat vervolgens per ongeluk in handen van Johnny valt. Ook Kluifs vriend, de Amerikaanse zakenman Bill Silkstocking (Eddie Constantine), wil het pand kopen. Maar Koster dreigt mevrouw Kluif dat hij de volgende dag haar zaak zal ontmaskeren als bordeel indien ze het pand niet aan hem verkoopt. Blaffert, die het bordeel wil overnemen, regelt een stel persfotografen. De volgende dag valt er niets meer te ontmaskeren, want het bordeel is hoofdkantoor van 'Geen Paniek' geworden.

## Rolverdeling
| Acteur                | Personage                               |
| --------------------- | --------------------------------------- |
| Rijk de Gooyer        | Rijk                                    |
| John Kraaijkamp       | Johnny                                  |
| Hetty Blok            | Toetje Kluif                            |
| Trudy Labij           | Kitty                                   |
| Mariëlle Fiolet       | Roosje                                  |
| Hans Boskamp          | Henk Blaffert                           |
| Frans Kokshoorn       | meneer Koster (speculant)               |
| Niek Engelschman      | Johan Pen (assistent van meneer Koster) |
| Ton Vos               | Rudolf                                  |
| Eddie Constantine     | Bill Silkstocking (Amerikaans zakenman) |
| Jon Bluming           | onbekend                                |
| Maya Bouma            | voorzitster Wij De Vrouwen              |
| Rita Corita           | tante Ali                               |
| Rob van Houten        | bloemenman                              |
| Paul Meijer           | gevangenisbewaarder                     |
| Ad Noyons             | verkoper kledingzaak                    |
| Rob van Reijn         | masseur                                 |
| Mela Soesman          | mevrouw Pen                             |
| Jan Vos               | onbekend                                |
| Harry Touw            | politieagent                            |
| Lion Swaab            | onbekend                                |
| Allard van der Scheer | autoverkoper                            |
| Dick van de Poll      | onbekend                                |
| Mies Kohsiek          | Majoor Bosshardt                        |
| Yolande Merckens      | onbekend                                |
| Yolande te Vrede      | onbekend                                |
| Bruce Gray            | onbekend                                |
| A. Bogert             | Croupier                                |

## Ontvangst
De film werd door filmcriticus Peter van Bueren vernietigend besproken ("Geen Paniek is niets, je kunt je er niet eens aan ergeren"). Hij legde de schuld bij regisseur Koedijk.

## Trivia
- In het begin van de film laat Rijk Johnny kennismaken met de Amsterdamse metro. Ze passeren onder andere de stations Dam en Marnixstraat en stappen uit op station Munt.[7] In werkelijkheid kende Amsterdam destijds nog helemaal geen metro. Voor de scènes werden opnamen gemaakt in de Rotterdamse metro.
- Het scenario werd door Emile Lopez omgewerkt tot een roman die in 1972 verscheen bij Amsterdam Boek.[8]